# Diretor de marketing
O Diretor de marketing (chief marketing officer, ou CMO em inglês) é um termo que designa o cargo do executivo que responde por todas as atividades relacionadas ao marketing de uma empresa. Ele integra o C-Level e normalmente responde ao CEO da empresa.
Coordenar serviços de marketing na empresa, através do desenvolvimento de projetos de novos produtos e serviços, propondo ações de venda interna e externa, elaborando projetos de microlocalização de pontos de atendimento, merchandising, product placement, marketing interno e campanhas de publicidade e propaganda. Analisar propostas de mídia e editoração de publicações internas e externas, preparando e selecionando matérias para publicação e divulgação em órgãos informativos, que, por meio de relações públicas, promover o consumo de produtos e/ou utilização dos serviços oferecidos pela empresa.
Nesta área, é possível encontrar grande diversidade de temas que abordam questões da área de Publicidade e Propaganda, como ética publicitária até a linguagem do cinema e novas tecnologias de comunicação, no entanto, um CMO é um gestor e não um publicitário criativo. Boa parte dos programas apresenta a linha de pesquisa que associa comunicação e políticas internas de gestão da marca. Como a área contém cursos cujos temas são do interesse de diversos profissionais de áreas diferentes, é possível encontrar como alunos dos mesmos profissionais graduados em Administração, Comunicação social, Ciências Sociais, Artes, Letras e até mesmo das áreas de Exatas, como Engenharia.

## Papéis do CMO dentro de uma startup

### Velocidade e Personalidade no Marketing
Atualmente o Marketing Digital ganhou muita popularidade e é cada vez maior o número de empresas escrevendo bons conteúdos. Portanto, com cada vez mais informação é vital que o CMO gerencie o conteúdo e imprima uma marca da empresa em cada material ou post gerado. Dessa forma a empresa pode ser referência no assunto em que está escrevendo. Outra função muito importante é dar velocidade e frequência nas postagens, para acelerar os resultados, em qualquer frente de trabalho do Marketing.

### Testes incansáveis
Boa parte do conhecimento acumulado de Marketing Digital é baseado na experimentação e pouquíssimo em livros. Isso porque as técnicas são muito novas e mudam constantemente. Portanto, a função do Diretor de Marketing (CMO) é estar atento ao que há de mais novo em conteúdos sobre Marketing e testar as técnicas para atração de público qualificado ao site da empresa. Muitos negócios digitais tem essa necessidade de tráfego constante para obter sucesso, e esse é o papel do Diretor de Marketing.

### Atração de Público Qualificado
Atrair público qualificado para o site da empresa é a principal preocupação do Diretor de Marketing durante toda a caminhada. Isso porque ao atrair público que não se engaja com o conteúdo da empresa e não vira cliente, aumenta-se também o custo de aquisição de clientes, um dos principais drenos de dinheiro de uma startup. Portanto, atenção redobrada aos canais de divulgação que a empresa utiliza para que o público certo venha até ela.